# Sainte-Suzanne (Haití)
Sainte-Suzanne (en criollo haitiano Sent Sizàn) es una comuna de Haití que está situada en el distrito de Trou-du-Nord, del departamento de Noreste.

## Secciones
Está formado por las secciones de:
- Foulon
- Bois Blanc
- Cotelette
- Sarazin
- Moka Neuf
- Fond Bleu (que abarca el barrio de Dupity)

## Demografía
| Gráfica de evolución demográfica de Sainte-Suzanne entre 2009 y 2015 |
|                                                                      |

Los datos demográficos contemplados en este gráfico de la comuna de Sainte-Suzanne son estimaciones que se han cogido de 2009 a 2015 de la página del Instituto Haitiano de Estadística e Informática (IHSI). 